# Masters de Miami 2017
El Miami Open presented by Itaú 2017 fue un torneo de tenis ATP World Tour Masters 1000 en su rama masculina y WTA Premier Mandatory en la femenina. Se disputó en Miami (Estados Unidos), en las canchas duras del complejo Tennis Center at Crandon Park, entre el 20 de marzo y el 2 de abril.
Junto al Masters de Indian Wells, el Masters de Miami cierra la primera etapa de la temporada de cemento, previa a los torneos de tierra batida (polvo de ladrillo) y a Roland Garros.

## Puntos y premios en efectivo

### Distribución de puntos
| Evento                  | G    | F   | SF  | CF  | Ronda de 16 | Ronda de 32 | Ronda de 64 | Ronda de 128 | Q  | Q2 | Q1 |
| Individuales masculinos | 1000 | 600 | 360 | 180 | 90          | 45          | 25          | 10           | 16 | 8  | 0  |
| Dobles masculinos       | 1000 | 600 | 360 | 180 | 90          | 0           | 0           | —            | —  | —  | —  |
| Individuales femeninos  | 1000 | 650 | 390 | 215 | 120         | 65          | 35          | 10           | 30 | 20 | 2  |
| Dobles femeninos        | 1000 | 650 | 390 | 215 | 120         | 10          | 5           | —            | —  | —  | —  |

### Premios en efectivo
| Evento                  | G          | F        | SF       | CF       | Ronda de 16 | Ronda de 32 | Ronda de 64 | Ronda de 128 | Q2     | Q1     |
| Individuales masculinos | $1 175 505 | $573 680 | $287 515 | $146 575 | $77 265     | $41 350     | $22 325     | $13 690      | $4 075 | $2 085 |
| Individuales femeninos  | $1 175 505 | $573 680 | $287 515 | $146 575 | $77 265     | $41 350     | $22 325     | $13 690      | $4 075 | $2 085 |
| Dobles masculinos       | $385 170   | $187 970 | $94 220  | $48 010  | $25 320     | $13 550     | —           | —            | —      | —      |
| Dobles femeninos        | $385 170   | $187 970 | $94 220  | $48 010  | $25 320     | $13 550     | —           | —            | —      | —      |

## Cabezas de serie

### Individuales masculinos
| N.º | Ranking | Tenista               | Puntos | Puntos por defender | Puntos ganados | Nuevos puntos | Ronda hasta la que avanzó en el torneo           |
| 1   | 3       | Stan Wawrinka         | 5,705  | 10                  | 90             | 5,785         | Cuarta ronda, perdió ante Alexander Zverev [16]  |
| 2   | 4       | Kei Nishikori         | 4,730  | 600                 | 180            | 4,310         | Cuartos de final, perdió ante Fabio Fognini      |
| 3   | 5       | Milos Raonic          | 4,480  | 180                 | 45             | 4,345         | Tercera ronda, retirado                          |
| 4   | 6       | Roger Federer         | 4,305  | 0                   | 1000           | 5,305         | Campeón, venció a Rafael Nadal [5]               |
| 5   | 7       | Rafael Nadal          | 4,145  | 10                  | 600            | 4,735         | Final, perdió ante Roger Federer [4]             |
| 6   | 8       | Dominic Thiem         | 3,465  | 90                  | 10             | 3,385         | Segunda ronda, perdió ante Borna Ćorić           |
| 7   | 9       | Marin Čilić           | 3,420  | 45                  | 10             | 3,385         | Segunda ronda, perdió ante Jérémy Chardy         |
| 8   | 12      | David Goffin          | 2,975  | 360                 | 90             | 2,715         | Cuarta ronda, perdió ante Nick Kyrgios [12]      |
| 9   | 13      | Grigor Dimitrov       | 2,960  | 90                  | 10             | 2,880         | Segunda ronda, perdió ante Guido Pella           |
| 10  | 14      | Tomáš Berdych         | 2,790  | 180                 | 180            | 2,790         | Cuartos de final, perdió ante Roger Federer [4]  |
| 11  | 15      | Lucas Pouille         | 2,456  | 90                  | 10             | 2,376         | Segunda ronda, perdió ante Donald Young          |
| 12  | 16      | Nick Kyrgios          | 2,425  | 360                 | 360            | 2,425         | Semifinal, perdió ante Roger Federer [4]         |
| 13  | 17      | Jack Sock             | 2,375  | 45                  | 180            | 2,510         | Cuartos de final, perdió ante Rafael Nadal [5]   |
| 14  | 18      | Roberto Bautista      | 2,190  | 90                  | 90             | 2,190         | Cuarta ronda, perdió ante Roger Federer [4]      |
| 15  | 19      | Pablo Carreño         | 2,025  | 10                  | 10             | 2,025         | Segunda ronda, perdió ante Federico Delbonis     |
| 16  | 20      | Alexander Zverev      | 1,850  | 25                  | 180            | 2,005         | Cuartos de final, perdió ante Nick Kyrgios [12]  |
| 17  | 21      | Ivo Karlović          | 1,840  | (90)                | 45             | 1,795         | Tercera ronda, perdió ante Nick Kyrgios [12]     |
| 18  | 23      | John Isner            | 1,715  | 10                  | 45             | 1,740         | Tercera ronda, perdió ante Alexander Zverev [16] |
| 19  | 24      | Albert Ramos          | 1,640  | 25                  | 10             | 1,625         | Segunda ronda, perdió ante Jiří Veselý           |
| 20  | 25      | Pablo Cuevas          | 1,460  | 45                  | 10             | 1,425         | Segunda ronda, perdió ante Benoît Paire          |
| 21  | 26      | Gilles Simon          | 1,450  | 180                 | 10             | 1,280         | Segunda ronda, perdió ante Jan-Lennard Struff    |
| 22  | 27      | Sam Querrey           | 1,445  | 10                  | 45             | 1,480         | Tercera ronda, perdió ante Roberto Bautista [14] |
| 23  | 28      | Steve Johnson         | 1,415  | 45                  | 10             | 1,380         | Segunda ronda, perdió ante Nicolas Mahut         |
| 24  | 29      | Gilles Müller         | 1,390  | 10                  | 45             | 1,425         | Tercera ronda, perdió ante Tomáš Berdych [10]    |
| 25  | 30      | Fernando Verdasco     | 1,325  | 45                  | 45             | 1,325         | Tercera ronda, perdió ante Kei Nishikori [2]     |
| 26  | 31      | Philipp Kohlschreiber | 1,270  | 45                  | 45             | 1,270         | Tercera ronda, perdió ante Rafael Nadal [5]      |
| 27  | 32      | David Ferrer          | 1,265  | 45                  | 10             | 1,230         | Segunda ronda, perdió ante Diego Schwartzman     |
| 28  | 33      | Mischa Zverev         | 1,261  | (12)                | 10             | 1,259         | Segunda ronda, perdió ante Jared Donaldson [Q]   |
| 29  | 34      | Juan Martín del Potro | 1,175  | 25                  | 45             | 1,195         | Tercera ronda, perdió ante Roger Federer [4]     |
| 30  | 35      | João Sousa            | 1,115  | 45                  | 10             | 1,080         | Segunda ronda, perdió ante Fabio Fognini         |
| 31  | 36      | Paolo Lorenzi         | 1,102  | (29)                | 10             | 1,083         | Segunda ronda, perdió ante Adrian Mannarino      |
| 32  | 37      | Feliciano López       | 1,090  | 10                  | 10             | 1,090         | Segunda ronda, perdió ante Malek Jaziri          |

### Dobles masculinos
| Tenistas                            | Ranking | Preclasificado |
| Henri Kontinen John Peers           | 5       | 1              |
| Pierre-Hugues Herbert Nicolas Mahut | 7       | 2              |
| Bob Bryan Mike Bryan                | 8       | 3              |
| Jamie Murray Bruno Soares           | 15      | 4              |
| Raven Klaasen Rajeev Ram            | 23      | 5              |
| Łukasz Kubot Marcelo Melo           | 25      | 6              |
| Ivan Dodig Marcel Granollers        | 26      | 7              |
| Feliciano López Marc López          | 27      | 8              |

- Ranking del 20 de marzo de 2017

### Individuales femeninos
| N.º | Ranking | Tenista                   | Puntos | Puntos por defender | Puntos ganados | Nuevos puntos | Ronda hasta la que avanzó en el torneo               |
| 1   | 1       | Angelique Kerber          | 7,515  | 390                 | 215            | 7,340         | Cuartos de final, perdió ante Venus Williams [11]    |
| 2   | 3       | Karolína Plíšková         | 5,640  | 10                  | 390            | 6,020         | Semifinales, perdió ante Caroline Wozniacki [12]     |
| 3   | 5       | Simona Halep              | 5,022  | 215                 | 215            | 5,022         | Cuartos de final, perdió ante Johanna Konta [10]     |
| 4   | 4       | Dominika Cibulková        | 5,160  | 35                  | 120            | 5,245         | Cuarta ronda, perdió ante Lucie Šafářová             |
| 5   | 8       | Agnieszka Radwańska       | 4,345  | 120                 | 65             | 4,290         | Tercera ronda, perdió ante Mirjana Lučić-Baroni [26] |
| 6   | 6       | Garbiñe Muguruza          | 4,790  | 120                 | 120            | 4,790         | Cuarta ronda, se retiró ante Caroline Wozniacki [12] |
| 7   | 7       | Svetlana Kuznetsova       | 4,555  | 650                 | 120            | 4,025         | Cuarta ronda, perdió ante Venus Williams [11]        |
| 8   | 9       | Madison Keys              | 4,007  | 215                 | 65             | 3,857         | Tercera ronda, perdió ante Lara Arruabarrena         |
| 9   | 10      | Elina Svitolina           | 3,850  | 120                 | 10             | 3,740         | Segunda ronda, perdió ante B. Mattek-Sands [WC]      |
| 10  | 11      | Johanna Konta             | 3,545  | 215                 | 1000           | 4,330         | Campeona, venció a Caroline Wozniacki [12]           |
| 11  | 12      | Venus Williams            | 3,485  | 10                  | 390            | 3,865         | Semifinales, perdió ante Johanna Konta [10]          |
| 12  | 14      | Caroline Wozniacki        | 3,225  | 65                  | 650            | 3,810         | Final, perdió ante Johanna Konta [10]                |
| 13  | 13      | Yelena Vesniná            | 3,320  | 95                  | 10             | 3,235         | Segunda ronda, perdió ante Ajla Tomljanović [WC]     |
| 14  | 19      | Samantha Stosur           | 2,010  | 10                  | 120            | 2,120         | Cuarta ronda, perdió ante Simona Halep [3]           |
| 15  | 20      | Barbora Strýcová          | 1,995  | 35                  | 120            | 2,080         | Cuarta ronda, perdió ante Karolína Plíšková [2]      |
| 16  | 21      | Kiki Bertens              | 1,960  | 95                  | 10             | 1,875         | Segunda ronda, perdió ante Risa Ozaki [Q]            |
| 17  | 17      | Anastasiya Pavliuchenkova | 2,141  | 10                  | 65             | 2,196         | Tercera ronda, perdió ante B. Mattek-Sands [WC]      |
| 18  | 22      | Coco Vandeweghe           | 1,878  | 65                  | 10             | 1,823         | Segunda ronda, perdió ante Jana Čepelová [Q]         |
| 19  | 25      | Anastasija Sevastova      | 1,725  | (15)                | 10             | 1,720         | Segunda ronda, perdió ante Sorana Cîrstea            |
| 20  | 24      | Carla Suárez              | 1,736  | 10                  | 10             | 1,736         | Segunda ronda, perdió ante Julia Görges              |
| 21  | 23      | Caroline Garcia           | 1,815  | 65                  | 10             | 1,760         | Segunda ronda, perdió ante Shuai Peng                |
| 22  | 18      | Kristina Mladenovic       | 2,080  | 10                  | 10             | 2,080         | Segunda ronda, perdió ante Patricia Maria Țig        |
| 23  | 26      | Daria Gavrilova           | 1,715  | 10                  | 10             | 1,715         | Segunda ronda, perdió ante Lucie Šafářová            |
| 24  | 27      | Tímea Babos               | 1,675  | 120                 | 10             | 1,565         | Segunda ronda, perdió ante Pauline Parmentier        |
| 25  | 30      | Roberta Vinci             | 1,535  | 65                  | 10             | 1,480         | Segunda ronda, perdió ante Taylor Townsend [Q]       |
| 26  | 29      | Mirjana Lučić-Baroni      | 1,589  | 10                  | 215            | 1,794         | Cuartos de final, perdió ante Karolína Plíšková [2]  |
| 27  | 32      | Yulia Putintseva          | 1,525  | 10                  | 65             | 1,580         | Tercera ronda, perdió ante Karolína Plíšková [2]     |
| 28  | 28      | Irina-Camelia Begu        | 1,617  | 120                 | 10             | 1,507         | Segunda ronda, perdió ante Lara Arruabarrena         |
| 29  | 31      | Ana Konjuh                | 1,527  | (20)                | 10             | 1,517         | Segunda ronda, perdió ante Kirsten Flipkens          |
| 30  | 33      | Zhang Shuai               | 1,480  | 35                  | 65             | 1,510         | Tercera ronda, perdió ante Garbiñe Muguruza [6]      |
| 31  | 42      | Daria Kasátkina           | 1,285  | 35                  | 10             | 1,260         | Segunda ronda, perdió ante Shelby Rogers             |
| 32  | 35      | Yekaterina Makárova       | 1,426  | 215                 | 10             | 1,221         | Segunda ronda, perdió ante Anett Kontaveit [Q]       |

### Dobles femeninos
| Tenista                              | Ranking | Preclasificada |
| Bethanie Mattek-Sands Lucie Šafářová | 3       | 1              |
| Yekaterina Makárova Yelena Vesniná   | 11      | 2              |
| Sania Mirza Barbora Strýcová         | 19      | 3              |
| Andrea Hlaváčková Peng Shuai         | 22      | 4              |
| Chan Yung-jan Martina Hingis         | 24      | 5              |
| Vania King Yaroslava Shvédova        | 35      | 6              |
| Raquel Atawo Chan Hao-ching          | 36      | 7              |
| Abigail Spears Katarina Srebotnik    | 40      | 8              |

- Ranking del 20 de marzo de 2017

## Campeones

### Individuales masculinos
Roger Federer venció a  Rafael Nadal por 6-3, 6-4

### Individuales femeninos
Johanna Konta venció a  Caroline Wozniacki por 6-4, 6-3

### Dobles masculinos
Łukasz Kubot /  Marcelo Melo vencieron a  Nicholas Monroe /  Jack Sock por 7-5, 6-3

### Dobles femenino
Gabriela Dabrowski /  Xu Yifan vencieron a  Sania Mirza /  Barbora Strýcová por 6-4, 6-3